# Джамбул (сельский округ Шаблана Дильдабекова)
Джамбул (каз. Жамбыл) — село в Жетысайском районе Туркестанской области Казахстана. Административный центр сельского округа Шаблана Дильдабекова. Код КАТО — 514449100.

## Население
В 1999 году население села составляло 322 человека (168 мужчин и 154 женщины). По данным переписи 2009 года, в селе проживали 384 человека (183 мужчины и 201 женщина).